# Alue Gajah (Sampoiniet)
Alue Gajah is een bestuurslaag in het regentschap Aceh Jaya van de provincie Atjeh, Indonesië. Alue Gajah telt 171 inwoners (volkstelling 2010).